# 月光露針路日本 風雲児たち
『月光露針路日本 風雲児たち』（つきあかりめざすふるさと ふううんじたち）は、みなもと太郎の漫画『風雲児たち』を三谷幸喜による演出・脚本で歌舞伎化した作品。

## 概要
2018年12月に三谷幸喜演出・松本幸四郎・市川猿之助・片岡愛之助・松本白鸚らの出演で「風雲児たち」の歌舞伎化作品が上演されることがアナウンスされた。三谷にとっては2006年の「決闘!_高田馬場」以来13年ぶり2作品目の歌舞伎演出作品であり、初の歌舞伎座上演作品である。幸四郎と猿之助はそれぞれ前名の染五郎・亀治郎時代に同作品に出演しており、愛之助は2018年のNHK総合の正月時代劇『風雲児たち〜蘭学革命（れぼりゅうし）篇〜』に前野良沢役で主演を務めている。また白鸚は前名の幸四郎時代に三谷脚本のテレビドラマ『王様のレストラン』（1995年）で主演を務めたほか、自身の演劇集団「シアター・ナインス」を立ち上げた際は『バイ・マイセルフ』（1997年）『マトリョーシカ』（1999年）を三谷が書き下ろすなど関わりが深い。
『風雲児たち』はみなもと太郎が1979年に開始して公演当時の2019年も連載が続く長編歴史ギャグ漫画であり、徳川幕府の成立から明治維新までを描く構想の長大な作品であることから、当初はどの部分を脚本化するのかが話題となったが、その後大黒屋光太夫の漂流から帰国までの旅の物語を題材とすることが明らかとなった。同作品の長年のファンであることを公言している三谷はコミック版で初めて光太夫の場面を読んだ際に「これは歌舞伎で見たい」と思ったと明かしており、自ら念願をかなえた。
公開後の評価は非常に高く、6月4日の公演ではトリプルアンコールが起きた。

## あらすじ
幕府によって頑丈な大型船建造が厳しく制限されていた江戸時代後期、伊勢の廻船問屋の娘婿となった大黒屋光太夫は天明2年（1783年）、商船神昌丸の船頭として故郷・伊勢国白子の浦を出帆、江戸へ向かう。しかし駿河湾沖で大嵐に逢い、沖に出ていた船24隻が沈没する。辛うじて助かった神昌丸も帆と帆柱を失い、漂流状態に陥る。当初総勢17人だった乗組員を一人残らず故郷の伊勢に連れ帰ると決心した光太夫であったが、ひたすら流され続ける船は岸辺を見ることがない。漂流をはじめて8か月、やっとたどり着いた陸地は、異国の先住民の暮らす寂しい島（アリューシャン列島のアムチトカ島）であった。光太夫一行は強い帰国の意志を持っていたが、病気や事故で仲間は徐々に減って行った。
島にはロシアの毛皮商人たちも滞在していたが、彼らの迎えの船は、光太夫らの目の前で沈没した。砕けた船の残骸で新たに小船を作り、ロシア商人たちも乗せて、カムチャツカ半島に渡る光太夫たち。
ロシアに漂着する日本人は、これが初めてではなく、日本との交易を望むロシア人は光太夫らに親切だった。しかし、光太夫の「帰国願い」を受理できる立場の役人は皆無で、オホーツクからヤクーツクと小都市をたらい回しにされる光太夫たち。イルクーツクに辿り着いた時には10年の歳月が過ぎ、仲間は6人に減っていた。
イルクーツクの金持ちの家で歓談し、施しの金を受け取る光太夫。それは、「帰国願い」に応えられる有力者を探す為の行動でもあった。学者で裕福な商人でもあるラクスマンと知り合った光太夫は、彼の手引で首都サンクトペテルブルクに赴き、女帝エカテリーナと謁見して、遂に帰国の許しを得た。
光太夫の仲間のうち新蔵と庄蔵は、それぞれの事情でロシア正教に改宗していた。帰国すれば死罪なため、泣く泣く残留する庄蔵たち。老いた九右衛門は亡くなり、帰国する仲間は3人となった。蝦夷(北海道)の根室が見える沖合いまで船で迫る光太夫たち。だが、ここまで来て、乗組員の小市が壊血病で亡くなった。乗組員は全員が自分の後ろにいると語って、光太夫は根室の港を目指し、長い長い旅を終えた。

## 配役
| 役名                         | 役名                         | 演者               | 役どころ                                                                       |
| ---------------------------- | ---------------------------- | ------------------ | ------------------------------------------------------------------------------ |
| 大黒屋光太夫                 | 大黒屋光太夫                 | 十代目松本幸四郎   | 本作の主人公、神昌丸の船頭                                                     |
| 庄蔵                         | 二役                         | 四代目市川猿之助   | 神昌丸の水主、減らず口で不平不満が多い                                         |
| エカテリーナ2世              | 二役                         | 四代目市川猿之助   | ロシア帝国女帝                                                                 |
| 新蔵                         | 新蔵                         | 六代目片岡愛之助   | 神昌丸の水主、個人主義的で単独行動を好む                                       |
| 三五郎                       | 二役                         | 二代目松本白鷗     | 神昌丸の船親司（操舵を担う）                                                   |
| ポチョムキン                 | 二役                         | 二代目松本白鷗     | エカテリーナの寵臣にして愛人                                                   |
| 小市                         | 小市                         | 六代目市川男女蔵   | 神昌丸の水主、難破しかけた船の帆柱を切り落とした際に頭を打ち心身に変調をきたす |
| 九右衛門                     | 九右衛門                     | 坂東彌十郎         | 神昌丸の水主、長身で船の最長老                                                 |
| 磯吉                         | 磯吉                         | 八代目市川染五郎   | 神昌丸の見習い水主、三五郎の一人息子                                           |
| キリル・ラックスマン         | 二役                         | 八嶋智人           | フィンランド出身の博物学者、光太夫の帰国実現のため奔走する                     |
| アダム・ラックスマン         | 二役                         | 八嶋智人           | キリルの息子、光太夫一行の帰国の途に際し随行して来日する                       |
| マリアンナ                   | マリアンナ                   | 坂東新悟           | イルクーツク滞在中に新蔵と恋仲になる現地の娘                                   |
| 清七                         | 二役                         | 三代目澤村宗之助   | 神昌丸の水主、船の者たちの健康管理を任される                                   |
| ヴィクトーリャ               | 二役                         | 三代目澤村宗之助   | ピリュチュコフの娘でアグリッピーナの妹                                         |
| 藤蔵                         | 藤蔵                         | 二代目中村鶴松     | 神昌丸の見習い水主、磯吉と同じ年頃だがしっかり者                               |
| 藤助                         | 藤助                         | 三代目大谷廣太郎   | 神昌丸の水主、船の構造に詳しい                                                 |
| 与惣松                       | 与惣松                       | 中村種之助         | 神昌丸の水主、船の炊事役                                                       |
| 幾八                         | 幾八                         | 四代目片岡松之助   | 神昌丸の水主、酷い船酔いで瀕死の状態に                                         |
| 勘太郎                       | 勘太郎                       | 市川弘太郎         | 神昌丸の水主、食いしん坊                                                       |
| 長次郎                       | 長次郎                       | 二代目松本幸蔵     | 神昌丸の水主、博識で頼られている                                               |
| 安五郎                       | 二役                         | 二代目片岡千次郎   | 神昌丸の水主、陽気でみんなの盛り上げ役                                         |
| ピリュチュコフ               | 二役                         | 二代目片岡千次郎   | ヤクーツクで光太夫一行に随行しロシア語を教える                                 |
| 作次郎                       | 作次郎                       | 片岡松十郎         | 神昌丸に乗り込む上乗（紀州藩の回米を監視管理）                                 |
| 次郎兵衛                     | 次郎兵衛                     | 三代目松本錦吾     | 船表賄方（操船を担う者たちのまとめ役）                                         |
| アレクサンドル・ベズボロドコ | アレクサンドル・ベズボロドコ | 二代目市川寿猿     | エカテリーナの外交担当の側近                                                   |
| ソフィア・イワーノヴナ       | ソフィア・イワーノヴナ       | 五代目坂東竹三郎   | 宮中に仕える老女官                                                             |
| アグリッピーナ               | アグリッピーナ               | 十一代目市川高麗蔵 | ピリュチュコフの娘、ヤクーツクで磯吉と惹かれ合う                               |
| 教授風の男                   | 教授風の男                   | 二代目尾上松也     | 物語の語り手                                                                   |

## スタッフ
- 原作：みなもと太郎『風雲児たち』
- 作・演出：三谷幸喜
- 美術：堀尾幸男
- 照明：服部基
- 衣装：前田文子
- ヘアメイク：宮内宏明
- 附師：杵屋五七郎
- 長唄作曲：鳥羽屋長秀
- 竹本作曲：鶴澤公彦
- 作調：田中傳左衛門
- 音響：井上正弘
- 修辞・演出助手：戸部和久
- 狂言作者：竹柴健
- 狂言方：堀本昭浩
- 舞台監督：赤羽宏郎
- イヤホンガイド解説：おくだ健太郎
- イヤホンガイド幕間トーク：三谷幸喜・八嶋智人

## 公演
- 歌舞伎座（東京） - 六月大歌舞伎

「三谷かぶき　月光露針路日本 風雲児たち」令和元年6月1日（土）～25日（火）　
三幕構成

## 受賞
- 2019年度大谷竹次郎賞（三谷幸喜）[5]

## シネマ歌舞伎
舞台映像にみなもと太郎原画のオリジナルアニメ等を加えて編集したものを『シネマ歌舞伎 三谷かぶき 月光露針路日本 風雲児たち』として2020年10月2日に公開している。上演時間2時間18分。